# 岬鼠鱈
岬鼠鱈（学名：Gadomus capensis）為輻鰭魚綱鱈形目鼠尾鱈科的其中一種，分布於東南大西洋至西印度洋海域，屬深海底棲性魚類，深度850-1480公尺，體長可達46公分，棲息在底層水域，生活習性不明。
其种加词“capensis”意为“南非开普省的/好望角的”。